# Да спреш времето
„Да спреш времето“ (на английски: Clockstoppers) е американски научнофантастичен филм от 2002 г. на режисьора Джонатан Фрейкс, продуциран от Гейл Ан Хърд и Джулия Пистор, по сценарий на Роб Хедън, Джей Дейвид Стъм и Дейвид Н. Уайс. Във филма участват Джеси Брадфорд, Паула Гарсес, Френч Стюарт, Майкъл Бийн, Робин Томас и Джулия Суини. Премиерата на филма е на 29 март 2002 г. и е продуциран от Nickelodeon Movies, и е разпространен от Paramount Pictures.

## Актьорски състав
| Актьор             | Роля                                                                 |
| ------------------ | -------------------------------------------------------------------- |
| Джеси Брадфорд     | Зак Гибс, момче, който намира часовник за спиране на времето         |
| Паула Гарсес       | Франческа, венецуелско момиче, която се премества в града на Зак     |
| Френч Стюарт       | Ърл Доплър, учен                                                     |
| Мико Хюс           | младият Ърл Доплър                                                   |
| Майкъл Бийн        | Хенри Гейтс                                                          |
| Гарикай Мутамбирва | Микър, приятел на Зак                                                |
| Робин Томас        | доктор Джордж Гибс, учен, който е баща на Зак и колега на Ърп Доплър |
| Джулия Суини       | Джени Гибс, майка на Зак                                             |
| Линдзе Ледърман    | Кели Гибс, сестра на Зак                                             |
| Грант Марвин       | Професор Дженинг                                                     |
| Джейсън Джордж     | Ричард, агент, който работи за Хари                                  |
| Линда Ким          | Джей, мълчаливият агент, който работи за Хари                        |
| Кен Дженкинс       | Мур, агент от NSA                                                    |

## В България
В България филмът е пуснат на VHS и DVD на 28 май 2003 г. от Александра Видео.
На 6 юни 2010 г. Нова телевизия излъчва филма с български дублаж. Екипът се състои от:
| Озвучаващи артисти  | Даниела Йорданова Йорданка Илова Силви Стоицов Георги Георгиев-Гого Христо Узунов Димитър Иванчев |
| Преводач            | Елена Ценкова                                                                                     |
| Режисьор на дублажа | Димитър Кръстев                                                                                   |